# Bulbothrix goebelii
Bulbothrix goebelii är en lavart som först beskrevs av Jonathan Carl Zenker, och fick sitt nu gällande namn av Hale. Bulbothrix goebelii ingår i släktet Bulbothrix och familjen Parmeliaceae.   Inga underarter finns listade i Catalogue of Life.